# Ninzō Matsumura
Ninzō Matsumura (o Jinzô Matsumura) (romanización de 松村 任三) (20 de marzo (o 9 de enero, o 14 de febrero) 1856, Hetatsuna (hoy Takahagi, Ibaraki-Ken - 4 de mayo de 1928) fue un botánico japonés.

## Biografía
Provenía de una familia samurái. Toma gran interés en la Botánica de joven. Primero, en 1870, va a Tokio a estudiar política, leyes, y ciencias, en inglés.
En 1877, se crea la "Universidad Imperial de Tokio", y se desarrolla su "Departamento de Ciencias Biológicas", bajo la influencia de Ryūkichi Yatabe y de Morse. Y el "Jardín botánico de Koishikawa" pasa a ser parte de la Universidad y, desde mayo de ese año, Matsumura trabaja allí. Con la guía de Yatabe, Matsumura comienza su historia en el campo botánico. Ocupa mucho de su tiempo en visitar todo Japón para recolectar especímenes; hizo más de 200 exploraciones tan lejos como las islas de Ogasawara.
En 1882, se crea la "Botanical Society of Tokio" (hoy "Sociedad Botánica de Japón), participando en su organización.
En 1883, enseña en la "Universidad Imperial". Ese mismo año, se le presta atención en la "Conferencia Botánica de Trabajos de Campo". Y el Profesor Yatabe funda la "Rōmaji-kai", o "Sociedad del Alfabeto Romano" (el pasaje de un término japonés a letras latinas se llama rōmaji). Matsumura trabaja con este nuevo lenguaje, rōmaji, y realiza su tesis en rōmaji: "Gakujutsu-jono Kakimono wa Romaji wo motto Kakubeshi."
A fines de 1885, y a sus 30 años, decide trasladarse con su familia por tres años a Alemania para estudiar en la Würzburg y en la de Heidelberg (1886-88).
En 1883 es profesor asistente en botánica en la Universidad de Tokio, y en 1890 ya es profesor titular; y en 1897 director de los Jardines Botánicos.
En 1922 Matsumura se retira de la enseñanza en la Universidad, y deja el mundo de la botánica. Así pone su alma en el estudio de la lingüística y en el budismo, y publica también poemas waka.

## Algunas publicaciones
Participa en la preparación de la obra de Francis Brinkley Unabridged Japanese-English Dictionary (1896) (y además publica muchas e importantes obras sobre la flora de Japón)
- 1884. Nippon shokubutsumeii; or, Nomenclature of Japanese plants in Latin, Japanese and Chinese (Nomenclatura de Plantas Japonesas en latín, japonés, y chino)
- 1892. Nombres de Plantas y sus Productos, en Inglés, Japonés, y Chino
- 1894. List of plants found in Nikkō and its vicinity
- 1898. Notulae ad plantas asiáticas orientales, fasc. i-iv
- 1898. Asclepiadaceæ Formosano-Liukiuenses
- 1899, con Ito , Tentamen Florœ Lutchuensis
- 1899—1901. Cryptogamae japonicae iconibus illustratae; or Figures with brief descriptions and remarks of the musci, hepaticae, lichenes, fungi and algae of Japan Tokio, 2 vols. 85 planchas
- 1902. Conspectus de Leguminosœ
- 1902, con Ito, Revisio Alni Specierum Japonicarum
- 1904-1912. Index plantarum Japonicarum: Cryptogamœ. Tokio, 2 vols.
- 1904. Index plantarum japonicarum; sive, Enumeratio plantarum omnium : ex insulis Kurile, Yezo, Nippon, Sikoku, Kiusiu, Liukiu, et Formosa hucusque cognitarum systematice et...
- 1905. Phanerogamœ
- 1905. Index plantarum japonicarum; sive, Enumeratio plantarum omnium ex insulis Kurile. Yezo, Nippon, Sikoku, Kiusiu, Liukiu, et Formosa hucusque cognitarum systematice et alphabetice...
- 1906, con Hayata, Enumeratio Plantarum in Insula Formosa Sponte Crescentium hucusque rite cognitarum adjectis descriptionibus et figuris specierum pro regione novarum , 16 planchas + 702 pp.
- 1911-1921. Icones plantarum koisikavenses, or, Figures with brief descriptive characters of new and rare plants, selected from the University herbarium Tokio, 4 vols.
- 1916. A classified etymological vocabulary of the Japanese language ancient and modern, containing over three thousand words of verbs, adjectives and adverbs : an attempt to show...
- 1921. Shokubutsu meii (植物名彙) (Nombres de especies vegetales)
- 1924. Jion kanazukai to rōmaji kakikata (Uso del silabario kana y escritura latina)

## Honores

### Eponimia
Géneros
- (Leskeaceae) Matsumuraea — S.Okamura, 1914 [= Duthiella Müll.Hal. ex Broth., 1907]
- (Lamiaceae) Matsumurella Makino, 1915[1]
- (Gesneriaceae) Matsumuria Hemsl. 1909, nom. superfl.[2][≡ Titanotrichum Soler. 1909]

- (Hamamelidaceae) Matudaea Lundell[3]
- La abreviatura «Matsum.» se emplea para indicar a Ninzō Matsumura como autoridad en la descripción y clasificación científica de los vegetales.[4]